# Pavel Ștefan
Pavel Ștefan (n. 16 decembrie 1914, București, România – d. 22 ianuarie 1984, București, România) a fost un demnitar comunist român, deputat în Marea Adunare Națională și ministru. A fost exclus din Partidul Comunist Român în perioadele 1942 - 1945 și 1958 - 1965. Pavel Ștefan a fost ales deputat în Marea Adunare Națională în sesiunile 1952 - 1957 și 1957 - 1961.
Pavel Ștefan a fost membru CC al PCR în perioada 1969 - 1979, ministru de Interne în perioada 1952–1957 și ministru al Transporturilor în perioada 1969–1971. Prezidiul Marii Adunări Naționale a Republicii Populare Române i-a acordat gradul de general-maior (cu o stea) pe data de 2 octombrie 1952.

## Distincții
A fost decorat cu următoarele distincții:  
- Ordinul „Steaua Republicii Populare Române” clasa a III-a (1948);
- Ordinul „Apărarea Patriei” clasa a III-a (1949);
- Medalia „A cincea aniversare a Republicii Populare Române” (24 decembrie 1952) „pentru lupta și munca duse în vederea făuririi, consolidării și prosperării Republicii Populare Române”[2]
- Ordinul Muncii clasa a II-a (1958);
- Ordinul „23 August” clasa a II-a (1969);
- titlul de Erou al Muncii Socialiste și medalia de aur „Secera și ciocanul” (4 mai 1971) „cu prilejul aniversării a 50 de ani de la constituirea Partidului Comunist Român, [...] pentru activitate îndelungată în mișcarea muncitorească și merite deosebite în opera de construire a socialismului în patria noastră”[3]
- Ordinul „Apărarea Patriei” clasa I (21 august 1979) „pentru contribuția deosebită adusă la înfăptuirea politicii Partidului Comunist Român de făurire a societății socialiste multilateral dezvoltate în patria noastră, cu prilejul celei de-a 35-a aniversări a revoluției de eliberare socială și națională, antifascistă și antiimperialistă”[4]